# Pinnow (bij Schwerin)
Pinnow is een gemeente in de Duitse deelstaat Mecklenburg-Voor-Pommeren, en maakt deel uit van het Landkreis Ludwigslust-Parchim.
Pinnow telt 2.028 inwoners.